# Феминистская инициатива (Швеция)
Феминистская инициатива (швед. Feministiskt initiativ, Fi) — шведская феминистическая политическая партия левого толка. Выступает за равенство мужчин и женщин, антирасизм, а также права ЛГБТ и людей с ограниченными возможностями.

## История
О планируемом создании партии было объявлено на пресс-конференции в Стокгольме 4 апреля 2005 года. Её ядром стало растущее женское движение вокруг Гудрун Шиман, активистки и бывшего лидера Левой партии Швеции. Через 6 дней группа Феминистская инициатива заявила, что в её состав вступило 2500 человек.
Партия имела один мандат в Европарламенте, его занимала Сорая Пост, и представлена в ряде региональных парламентов Швеции, включая стокгольмский городской совет, где она вошла в правящую «красно-зелёно-розовую коалицию», однако низкий результат на национальных выборах 2014 года (3,12 %) не позволил ей пройти в Риксдаг. Несмотря на это, опросы перед выборами показывали, что 16 % шведов были готовы отдать свой голос за ФИ. Популярная среди молодежи, в студенческих районах ряда городов Швеции (в частности, Lappkärrsberget в Стокгольме, а также Flogsta и Rackaberget в Уппсале) партия заняла первое место на национальных выборах.
По итогам парламентских выборов в 2018 году партия существенно ухудшила свои показатели, получив 0,5 % голосов, и вновь не смогла пройти в Риксдаг.
Ранее Феминистская инициатива дважды принимала участие в выборах в Риксдаг (2006, 2010), на которых набирала менее 1 %. На выборах в Европарламент 2009 года партия показала результат в 2,2 %.

## Поддержка
В поддержку инициативы высказывались многие известные деятели культуры. Так, в 2006 году в агитационной кампании партии принимала участие американская киноактриса Джейн Фонда. В 2009 году Бенни Андерссон, бывший участник группы ABBA, передал партии 1 млн шведских крон и вновь поддержал её на выборах 2014 года.
В марте 2015 года по образцу шведской партии была создана аналогичная партия в Норвегии.